# Smoła

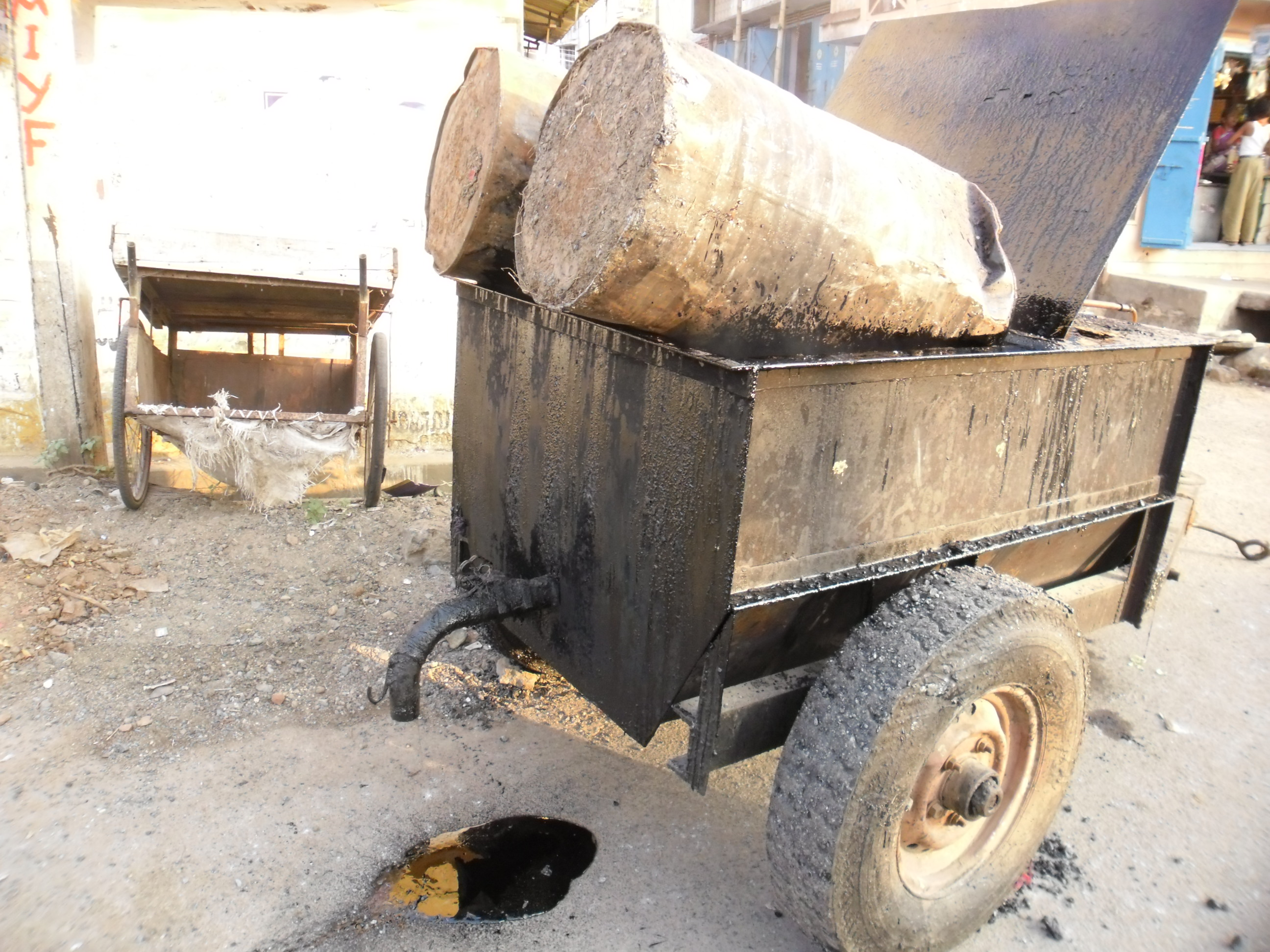
Sposób łatania drogi smołą (Indie)

Smoła, smoła surowa – produkty odgazowania węgla, łupków bitumicznych lub drewna, rzadko torfu. Składa się głównie z mieszaniny wielu rodzajów węglowodorów oraz innych związków organicznych, zawierających tlen, azot i siarkę; ponadto niektóre rodzaje smoły mogą zawierać pewną ilość grafitu i fulerenów.
Jest substancją ciekłą o bardzo wysokiej lepkości w temperaturze pokojowej. Barwę ma czarną do jasnobrunatnej, w zależności od surowca i procesu jej otrzymywania.
Rodzaje smoły surowej:
- smoła pogazowa – smoła węglowa wysokotemperaturowa, koksownicza (dawniej również gazownicza), czarna, mazista – powstaje przy odgazowaniu węgla kamiennego w temperaturze około 1000 °C
- smoła generatorowa – smoła węglowa średniotemperaturowa, z niektórych metod zgazowania węgla, brunatno–czarna, oleista – powstaje przy odgazowaniu węgla kamiennego w temperaturze 700–800 °C
- smoła wytlewna (prasmoła) – smoła niskotemperaturowa (uzyskiwana w temperaturze 500–600 °C lub nieco niższej, czasem nieco wyższej) o składzie zróżnicowanym w zależności od surowca:
  - z węgla kamiennego – główny produkt niskotemperaturowego odgazowania węgla kamiennego (preferowane są węgle młodsze mające więcej części lotnych); od smoły wysokotemperaturowej różni się między innymi mniejszą zawartością węglowodorów aromatycznych, a większą alifatycznych
  - z węgla brunatnego – zwykle o stosunkowo dużej zawartości węglowodorów nienasyconych, wyższych fenoli i parafin
  - z łupków bitumicznych – prasmoła łupkowa przypomina ropę naftową o dużej zawartości frakcji olejowych (i bywa przerabiana analogicznie jak ropa)
  - z drewna – smoła drzewna, czasem zwana dziegciem

Smoły surowe bywają poddawane dalszej destylacji frakcyjnej w celu wydzielenia składników potrzebnych do zastosowań praktycznych.
Oczyszczone frakcje surowych smół węglowych oraz mieszaniny surowej smoły pogazowej bądź oleju smołowego z pakiem węglowym, mające określone właściwości fizykochemiczne, przydatne w zastosowaniach praktycznych, noszą nazwę smół preparowanych. Należą tu między innymi:
- smoła dachowa (np. 65% paku + olej smołowy)
- lepik smołowy
- lakier do żelaza, gdzieniegdzie znany pod niemiecką nazwą Eisenlack
- smoła drogowa (np. 60% paku + olej antracenowy), często stabilizowana (15–20%) dodatkiem asfaltu
- smoła do elektrod (smoła elektrodowa, np. 75% paku + olej smołowy) – jako lepiszcze ziaren węgla (najczęściej koksu) w produkcji elektrod węglowych

Niektóre smoły preparowane są obecnie zastąpione przez preparaty sporządzane na bazie asfaltu ponaftowego, zwane masami bitumicznymi.
Niezależnie od tego część zastosowań smół jest ograniczana z powodu obecności istotnych stężeń składników rakotwórczych, a same smoły surowe (poza drzewną) również są sklasyfikowane jako rakotwórcze.